# Картаносово
Картаносово — село в Рязанском районе Рязанской области России, входит в состав Заборьевского сельского поселения.

## Географическое положение
Село расположено в 29 км на восток от центра поселения села Заборье и в 51 км на северо-восток от Рязани.

## История
До начала XX века существовали деревня Картаносово и село Уржа, размещавшееся близ восточной окраины села. Уржа в качестве села упоминается в межевых книгах Григория Федоровича Шеховского 1650 года. В селе значилась деревянная церковь Рождества Пречистой Богородицы. В 1852 году иереем Авраамием Гавриловичем Перелесским с помощью прихожан была построена деревянная Богородицерождественская церковь. В 1864 году на средства крестьянина Дениса Егоровича Попова в селе построена теплая церковь в честь Трех Святителей. 
В XIX — начале XX века деревня Картаносово и село Уржа входили в состав Бельской волости Спасского уезда Рязанской губернии. В 1906 году в деревне было 138 дворов.
С 1929 года Картаносово являлось центром Картаносовского сельсовета Мурминского района Рязанского округа Московской области, с 1931 года — в составе Рязанского района, с 1937 года — в составе Рязанской области, с 1939 года — в составе Солотчинского района, с 1959 года — в составе Борисковского сельсовета Рязанского района, с 2005 года — в составе Заборьевского сельского поселения.

## Население
| 1859 | 1897 | 1906 | 2010 |
| ---- | ---- | ---- | ---- |
| 459  | ↗616 | ↗980 | ↘48  |